# XENPAK
XENPAK — многостороннее соглашение начала 2000-х годов, инициированное компанией Agilent Technologies и Agere Systems, определяющее форм-фактор волоконно-оптических и проводных модулей приемопередатчиков, для использования с оборудованием 10-гигабитного Ethernet (10GbE). Спецификации создавались с учетом мнений производителей сетевого оборудования и трансиверов. К концу 2000-го десятилетия XENPAK был вытеснен более компактными форматами модулей (XFP, SFP+), имеющими аналогичную функциональность.

## История
О соглашении XENPAK было публично объявлено 12 марта 2001 года, первая редакция документа была опубликована 7 мая 2001 года.
Последняя редакция, выпуск 3.0, была опубликована 18 сентября 2002 года. Спецификация охватывала все физические типы носителей (PMD), определенные стандартом IEEE 802.3ae для портов 10GbE.
Хотя XENPAK получил широкую поддержку, модули имели слишком большой размер для применений с высокой плотностью портов. По состоянию на 2010 год на 2010 годпоставщики, как правило, использовали модули приемопередатчиков XFP для работы на больших расстояниях, и модули SFP+ в решениях с высокой плотностью портов.
Новые стандарты модулей имеют чисто последовательный интерфейс, в отличие от четырехполосного XAUI интерфейса модулей XENPAK.

## Описание
Модули XENPAK были представлены для различных интерфейсов физического уровня, в том числе для многомодовых и одиномодовых волоконно-оптических кабелей и для медных кабелей технологии InfiniBand с разъёмами CX4. Расстояния передачи данных варьировались от 100 метров до 80 км для оптоволокных систем и до 15 метров при использовании кабелей CX4. Модули XENPAK с технологией 10GBASE-LX4 использовали несколько длин волн для работы по устаревшей многомодовой оптической инфраструктуре на расстояниях до 300 метров, что позволило повысить скорость с 1 Гбит/с до 10 Гбит/с без переработки СКС зданий.

## Замена на более компактные форм-факторы
Спецификации Xenpak изначально были поддержаны многочисленными производителями сетевого оборудования и модулей. Однако технические достижения привели к созданию более компактных форм-факторов для 10 гигабитных Ethernet сетей.
Вскоре после публикации в 2001 году появились две родственные спецификации: XPAK и X2. В них использовался тот же электрический интерфейс, как и в XENPAK (XAUI), но иной механический форм-фактор модулей.
XPAK был анонсирован 19 марта 2002 года, спецификация впервые опубликована 24 мая 2002 года. Версия 2.3 спецификации появилась 1 августа 2003 года.
Группа X2 была сформирована 22 июля 2002 года, спецификация появилась 13 февраля 2003 года.
Версия 3.0 спецификации XENPAK была передана в комитет Small Form Factor как документа INF-8474 18 сентября 2002 года. Сайт соглашения XENPAK существовал до конца 2008 года.

## Использование современных модулей
По состоянию на 2014 год существуют адаптеры для подключения современных компактных модулей SFP+ (10 Гбит/с) в оборудование, оснащенное интерфейсом XENPAK.